# Ullastre
Ullastre – miejscowość w Hiszpanii, w Katalonii, w prowincji Girona, w comarce Alt Empordà, w gminie Sant Climent Sescebes.
Według danych INE z 2005 roku miejscowość zamieszkiwały 4 osoby.